# 1942 en basket-ball
Chronologie du basket-ball
1941 en basket-ball - 1942 en basket-ball - 1943 en basket-ball
Les faits marquants de l'année 1942 en basket-ball :

## Récapitulatifs des principaux vainqueurs de compétitions 1941-1942

### Masculins
| Europe - France : US Métro. - Grèce : non disputé. - Italie : Reyer Venezia. - URSS : non disputé. | Amériques | Afrique, Asie, Océanie |

### Féminines
| Europe - France : Périgueux. - Italie : GUF Milano. | Amériques | Afrique, Asie, Océanie |

## Liens